# العلاقات البحرينية الجيبوتية
العلاقات البحرينية الجيبوتية هي العلاقات الثنائية التي تجمع بين البحرين وجيبوتي.

## مقارنة بين البلدين
هذه مقارنة عامة ومرجعية للدولتين:
| وجه المقارنة                                              | البحرين       | جيبوتي                    |
| --------------------------------------------------------- | ------------- | ------------------------- |
| المساحة (كم2)                                             | 765           | 23.20 ألف                 |
| عدد السكان (نسمة)                                         | 1.49 مليون    | 956.99 ألف                |
| الكثافة السكانية (ن./كم²)                                 | 194.77 ألف    | 41.25                     |
| العاصمة                                                   | المنامة       | جيبوتي                    |
| اللغة الرسمية                                             | اللغة العربية | لغة فرنسية، اللغة العربية |
| العملة                                                    | دينار بحريني  | فرنك جيبوتي               |
| الناتج المحلي الإجمالي (بليون دولار)                      | 35.31 مليار   | 1.84 مليار                |
| الناتج المحلي الإجمالي (تعادل القوة الشرائية) بليون دولار | 64.16 مليار   | 3.10 مليار                |
| الناتج المحلي الإجمالي الاسمي للفرد دولار أمريكي          | 22.60 ألف     | 1.95 ألف                  |
| الناتج المحلي الإجمالي للفرد دولار أمريكي                 | 45.50 ألف     | 3.27 ألف                  |
| مؤشر التنمية البشرية                                      | 0.824         | 0.470                     |
| رمز المكالمات الدولي                                      | +973          | +253                      |
| رمز الإنترنت                                              | .bh           | .dj                       |
| المنطقة الزمنية                                           | ت ع م+03:00   | ت ع م+03:00               |

## منظمات دولية مشتركة
يشترك البلدان في عضوية مجموعة من المنظمات الدولية، منها:
| علم المنظمة | اسم المنظمة                                 | تاريخ انضمام البحرين | تاريخ انضمام جيبوتي |
| ----------- | ------------------------------------------- | -------------------- | ------------------- |
|             | الصندوق العربي للإنماء الاقتصادي والاجتماعي | ?                    | ?                   |
|             | يونسكو                                      | 18 يناير 1972        | 31 أغسطس 1989       |
|             | وكالة ضمان الاستثمار متعدد الأطراف          | 12 أبريل 1988        | 12 يناير 2007       |
|             | الأمم المتحدة                               | 21 سبتمبر 1971       | 20 سبتمبر 1977      |
|             | الاتحاد البريدي العالمي                     | ?                    | ?                   |
|             | جامعة الدول العربية                         | 11 سبتمبر 1971       | 4 سبتمبر 1977       |
|             | صندوق النقد العربي                          | ?                    | ?                   |
|             | البنك الدولي للإنشاء والتعمير               | 15 سبتمبر 1972       | 1 أكتوبر 1980       |
|             | منظمة التعاون الإسلامي                      | ?                    | ?                   |
|             | منظمة حظر الأسلحة الكيميائية                | ?                    | ?                   |
|             | الاتحاد الدولي للاتصالات                    | 1975                 | 22 نوفمبر 1977      |
|             | مؤسسة التمويل الدولية                       | 22 سبتمبر 1995       | 1 أكتوبر 1980       |
|             | منظمة التجارة العالمية                      | ?                    | ?                   |
|             | منظمة الشرطة الجنائية الدولية               | ?                    | ?                   |

## وصلات خارجية
- موقع وزارة الخارجية البحرينية